# Liga Mistrzów Strongman 2009: Bratysława
Liga Mistrzów Strongman 2009: Bratysława – indywidualne, trzecie w 2009 r. zawody
siłaczy z cyklu Ligi Mistrzów
Strongman.
Data: 6 czerwca 2009 r.

Miejsce: Bratysława  Słowacja
WYNIKI ZAWODÓW:
| Miejsce | Zawodnik          | Kraj     | Punkty |
| ------- | ----------------- | -------- | ------ |
| 1.      | Andrus Murumets   | Estonia  | 69,5   |
| 2.      | Terry Hollands    | Anglia   | 62     |
| 3.      | Aleksandr Kluszew | Rosja    | 56     |
| 4.      | Agris Kazeļņiks   | Łotwa    | 49     |
| 5.      | Zdeněk Sedmík     | Czechy   | 48,5   |
| 6.      | Jimmy Laureys     | Belgia   | 41,5   |
| 7.      | Kostiantyn Iljin  | Ukraina  | 39,5   |
| 8.      | Martin Wildauer   | Austria  | 39,5   |
| 9.      | Braňo Golier      | Słowacja | 38,5   |
| 10.     | Ołeksandr Łaszyn  | Ukraina  | 38     |
| 11.     | Pavol Jambor      | Słowacja | 27,5   |
| 12.     | František Piroš   | Słowacja | 20     |
| 13.     | Zsolt Szabó       | Węgry    | 16,5   |